# 児童税額控除 (イギリス)
児童税額控除（じどうぜいがくこうじょ、英: Child Tax Credit、CTC）は、英国において低所得者向けに実施される公的扶助である。2003年4月に導入され、ミーンズテスト型の福祉給付に分類される。他の福祉と違い、WTCは女王陛下の歳入関税庁（HMRC）より支給される。
2010年の第1次キャメロン内閣は、2017年にCTCをユニバーサルクレジットに統合改訂すると発表した。しかし、制度運用の負荷から支給遅滞が生じたほか、ITシステムの整備不足などの問題に直面、更に導入コストもかかることもあり移行完了の時期が延期され、2024年9月に延期された。

## 導入経緯
イギリスでは、ブレア政権の下で、「welfare to work（福祉から就労へ）」が掲げられ、社会保障制度と税制の統合が進められた。全国最低賃金制度の導入と並行して模索されたのが、稼働能力のある低所得者世帯に対する就労インセンティブ強化策である。その際に参考にされたのが、アメリカで既に導入されていた、勤労所得税額控除（Earned Income Tax Credit）であった。これは，一定の所得以下の労働者世帯に対して給付を行うとともに税負担を軽減し、稼働収入が増える分だけ手取り収入が増えるとした点で、収入の増加分だけ給付額が減少する従来型の公的扶助とは、根本的に異なるものであった。全ての納税義務者にとって同一額の控除がなされる税額控除は、高い税率が適用される納税者（高額所得者）に有利な制度である所得控除に対して、より低所得者に有利な制度であるといえ、その点でも低所得世帯に対する所得支援制度として有効だと考えられた。そして、労働党政権が進める、労働を「ペイする」ものにするという政策に合致したものであった。
そこで、この制度を参考に、就労家族税額控除制度と障害者税額控除制度という2つの制度が1999年10月より導入された。現在では、2002年税額控除法による制度改正を受けて、2003年に現行制度、すなわち、子を有する中低所得世帯の支援（有子要件のみで就労要件のない児童税額控除。Child Tax Credit: CTC）と、低所得者の就労促進策（就労要件はあるが有子要件のない就労税額控除。Working Tax Credit: WTC）とで役割分担をする形に移行した。併せて、諸制度に分散していた児童向けの支援が、児童手当を除き、児童税額控除に集約された。

## 支給条件
CTCの申請は、16歳未満（フルタイムの教育又は訓練を受けている場合は 20歳未満）の子を有する家族に対して与えられる。
加えて勤労者タックスクレジット(WTC)の申請も可能。WTCとCTCは共同で審査され、もし親が働いていなかったり、WTC水準以上の収入がある場合も、CTCの申請は可能である。
又、CTCの支給が出来ない場合、65歳未満の場合はユニバーサル・クレジット、65歳以上は年金クレジットに申請して、支給することが出来る。
CTCの要件を満たす家族の場合、以下の控除が与えられる。
- 子供1人当たりの児童要素:最大3,235ポンド（最大で子2人分まで）
- 障害児1人当たり:最大3,905ポンド（子要素）
- 重度障害児1人当たり:最大1,575ポンド（子要素と無効な子要素）

なお、以下の子供は、CTCの児童要素が適用される。
1. 2017年4月5日以前に生まれた全ての子供
2. 2017年4月6日以降に多産（双子・三つ子など）により生まれた場合、それらの子供のうち1人を除く全ての子供
3. 2017年4月6日以降で、多産の最初の子供が1人目又は2人目の場合
4. 2017年4月6日以降に生まれた2人目以降の同意ない性行為及び性的虐待で生まれた子供
5. 2018年11月28日以降の養子縁組による全ての子供

かつて、家族要素（全ての家族が対象であり、最大545ポンド与えられた。）があったが、2016年福祉改革法（Welfare Reform Act 2016(c.7))より、2017課税年度（2017年4月6日に開始）から廃止された。 但し、条件の1にある2017年4月5日以前に生まれた子がいる場合には、従来どおりの制度が適用される。
また、子に関する負担減免措置としては、このほか、児童手当が存在する。児童手当は、16歳未満（フルタイムの教育又は訓練を受けている場合は20歳未満）の子について、第1子は週24.00ポンド、第2子以降は週15.90ポンドが支給される（全額国庫負担。歳入関税庁が執行）。従って、児童手当には所得制限がなかったが、2013年から、所得の高い方の親の収入が5万ポンドを超える場合には超過分に課税されることになり（手当を受給しない場合には課税なし）、事実上の所得制限が導入されている。

## 計算方法
税額控除額の計算方法は、以下のとおりである。まず、家族の構成などから、WTCとCTCの要素で該当するものを合算し、最大控除額を計算する。次に、申請者の世帯所得に応じて控除額を減額する。
控除額はまずWTCから減額され、その次にCTCが減額される。所得境界値（6,565ポンド）から逓減が始まり、逓減率は41%である。
児童税額控除のみ受給している場合、所得境界値（16,480ポンド）から逓減が始まり、同じく41%の逓減率で減少する。

## 支払い方法
主に子供の保護者の口座 （銀行口座など）に支払われる。
請求日から税年度の終わり（4月5日）まで毎週または4週間ごとに支払われる。

## 課題
近年、イギリスでは、WTCやCTCのほかにも、稼働年齢層を対象とする給付制度が複数省庁にまたがって存在し、制度全体の複雑さとそれに起因する過誤支給・不正受給が課題となっていた。
2006年度の過大給付の合計額は14億ポンドであった。この過大給付の分析によると、不正受給の規模は極めて小さく、問題なのは過誤受給であり、これは所得や世帯状況の変化が報告されないことがあり、年末に総額を調整する必要があることから生じる。歳入関税は、申告に対して、児童手当制度や所得税申告書等他のデータと照合するなどの対策を実施している。2003年度から2006年度にかけてのサンプル調査では、過誤による過大給付は税額控除給付額の9.2％から7.6％に、不正によるものは0.6％から0.2％に減少したという。
下院議会は、WTCとCTCについて、①利用率の低さ、②複雑さ、③過大・過少給付、④低所得者の限界的な負担率の高さという4つの問題点を指摘している。利用率は、人数ベースでCTCは有資格者の82％、WTCは62％であり、金額ベースではそれぞれ91％、82％となっている（2005年度）。
また、複数の制度が組み合わされることによって限界税率が高くなり、受給者の就労・勤労意欲を阻害していることも、大きな問題となっていた。税額控除の制度のみでの逓減率は41%であるが、住宅給付なども含めて考えると、実際の減額率は100%近く（週16時間の就労の前後では、減額率が100%以上）になるという。また、各種給付の減額率がそれぞれ異なるため、就労と手取り額の関係が、受給者にとってわかりにくくなっているという。
このため、2010年に発足した保守党・自由民主党連立政権の下では、2012年福祉改革法（Welfare Reform Act 2012 (c.5)）が成立し、複雑になり過ぎた制度の単純化・合理化を図るため、2017年完了を予定し、既存の6つの給付（WTC及びCTCを含む。）を新たに創設する統合給付（Universal Credit）に一本化し、執行機関を雇用年金省に統一することとした。ただし、WTCとCTCは、現時点ではまだ一本化されていない。統合給付の制度完成は、当初予定では2017年末が予定されていたが、その後、2022年3月までに延期されている。なお、直近でもWTCやCTCの要件を厳格化しようとする動きが見られる。例えば、2015年7月に公表された2015年度予算では、税額控除の逓減開始所得の引下げ（6,420ポンドから3,850ポンドへ）や逓減率の引上げ（41%から48%へ）を2016年4月から実施すること等が盛り込まれたが、政権内外から反発が相次いだため、秋季財政演説（2015年11月）で凍結した。